# Maurycy (książę Saksonii-Zeitz)
Maurycy (ur. 28 marca 1619 w Dreźnie, zm. 4 grudnia 1681 w Zeitz) – książę Saksonii na Zeitz.
Syn Jana Jerzego I Wettyna i Magdaleny Sybilli Hohenzollern. 19 listopada 1650 ożenił się z Zofią ze Szlezwika-Holsztynu-Sonderburga-Glücksburga, córka Filipa i z Zofii Saksonii-Lauenburg. 3 lipca 1656 ożenił się drugi raz z Dorotą z Saksonii-Weimaru, córką Wilhelma i Eleonory von Anhalt-Dessau.

## Potomstwo
- Z Zofią:
  - Johann Philipp (ur. 12 listopada 1651, zm. 24 marca 1652)
  - Maurycy (ur. 26 września 1652, zm. 10 maja 1653)
- z Dorotą:
  - Eleonora Magdalena (ur. 30 października 1658, zm. 26 lutego 1661)
  - Erdmuth Dorothea (1661-1720)
  - Maurycy Wilhelm (1664-1718)
  - Johann Georg (27 kwietnia, zm. 5 września 1666)
  - Chrystian August (1666–1725)
  - Fryderyk Henryk (1668–1713)
  - Maria Zofia (ur. 3 listopada 1670, zm. 31 maja 1671)
  - Magdalena Sybilla (ur. 7 kwietnia 1672, zm. 20 sierpnia 1672)[2]